# Metalectra albilinea
Metalectra albilinea là một loài bướm đêm trong họ Erebidae.